# Stactolaema leucotis
Stactolaema leucotis е вид птица от семейство Lybiidae.

## Разпространение
Видът е разпространен в Зимбабве, Кения, Малави, Мозамбик, Свазиленд, Танзания и Южна Африка.